# Supercentenaire

Anna Eliza Williams a vécu jusqu'à l'âge de 114 ans et 208 jours.

Un supercentenaire, ou super-centenaire, est une personne ayant atteint ou dépassé l'âge de 110 ans, un âge que seulement un centenaire sur mille atteint ou dépasse. Au-delà de cet âge, seul un supercentenaire sur cinquante atteint les 115 ans selon des données françaises[source insuffisante]. Dans le monde, seuls soixante-dix-sept supercentenaires ont été officiellement confirmés, dont trois hommes seulement. Trente-trois personnes dont un seul homme, Jirōemon Kimura, ont atteint les 116 ans. Douze femmes ont atteint les 117 ans, quatre les 118 ans (dont Lucile Randon), trois les 119 ans (dont Sarah Knauss, et Kane Tanaka, mortes à cet âge) et une seule, Jeanne Calment, les 120, 121 et 122 ans.
Très rares statistiquement, ces cas de longévité extrême sont à expliquer principalement par des prédispositions génétiques ou encore par le mode de vie et l'environnement. Leur caractère exceptionnel nécessite de vérifier l'authenticité d'un âge record par un ensemble de documents, notamment d’état civil, prouvant que la personne est bien celle prétendue et pas une autre. Cette validation est difficile à effectuer avant le XIXe siècle étant donné la faible fiabilité des documents d’époque lorsqu’ils existent encore et le fait que beaucoup de pays n’enregistraient pas systématiquement les naissances.
Le nombre de supercentenaires est en augmentation nette depuis la deuxième moitié du XXe siècle.

## Origine du terme
En 1923, le mot « supercentenaire » apparaît dans la presse belge pour désigner Catherine Delferrière, âgée de 105 ans et Mathieu Sweerts, âgé de 104 ans.
On note l'apparition du terme « supercentenaire » dans des journaux en français des années 1930, 1932 et 1934 au sujet du supercentenaire controversé Zaro Aga. Le terme apparaît dans les années 1970. Il a ainsi été cité par le journaliste Norris McWhirter (en), l’éditeur du Livre Guinness des records, et a depuis été repris comme un terme courant pour désigner les personnes ayant largement dépassé les 100 ans — 110 ans étant le seuil communément admis — avant d’être repris par le milieu de la recherche en gériatrie. 
- entre 95 et 107 ans, la croissance du taux de mortalité baisse ;
- à partir de 107 ans, le taux de mortalité devient constant.

D'autres ont établi dans leurs travaux une catégorie intermédiaire : les semi-supercentenaires entre 105 et 109 ans,.

## Analyse médicale
On estime désormais que, si l'extrême longévité tient à des facteurs génétiques, l'environnement joue aussi un grand rôle. La multiplication des maisons de retraite médicalisées mettant les personnes très âgées à l'abri du stress, des variations climatiques ou des microbes pourrait faire augmenter le nombre de supercentenaires. Ceci doit cependant être relativisé compte tenu de la durée de séjour moyenne de 35 mois en long séjour (maison de retraite).
En avril 2014, une étude est publiée sur le cas de la Néerlandaise Hendrikje van Andel-Schipper, morte en 2005 à l'âge de 115 ans. À partir d'une analyse du sang de la patiente, les chercheurs font l'hypothèse que « nos cellules souches ne pourraient pas se diviser à l'infini » et donc ce phénomène limiterait biologiquement la durée de vie humaine. Voir aussi Limite de Hayflick.

## Statistiques
L'Institut national de la santé et de la recherche médicale (Inserm), l'Institut national d'études démographiques (INED), l'Institut Max Planck et une quinzaine de centres de recherche de pays développés participent à un programme de recherche et de recueil de données sur les supercentenaires, avec la création d'une base de données internationale sur la longévité humaine nommée IDL (International Database on Longevity).
Tous les pays ne sont pas en mesure de fournir des statistiques à jour sur les supercentenaires en vie. Souvent l'existence de ces personnes est connue à leur mort, à l'occasion d'un anniversaire, ou lorsque, après la mort de leur prédécesseur, elles deviennent le doyen de leur pays.
L’International Database on Longevity s’efforce de collecter des statistiques aussi complètes que possible en s’assurant de la validité des données collectées.
En septembre 2001, l’IDL a enregistré au maximum 258 cas de supercentenaires connus dont 37 en vie (191 cas validés par l’IDL complétés par des données du Los Angeles' Gerontology Research Group pour aboutir à 258 cas). Une estimation fondée sur des extrapolations donnerait jusqu’à 686 supercentenaires en incluant des pays où des données validées manquent.

## Historique
À l’époque de La Fontaine, cent ans était un âge exceptionnel même si quelques très rares personnes l’atteignaient ; on trouve dans la fable La Mort et le Mourant :
Eh n'as-tu pas cent ans ? trouve-moi dans Paris
Deux mortels aussi vieux, trouve-m'en dix en France.
Ils restent rares jusqu’au début du XXe siècle, mais leur nombre progresse ensuite à une allure presque exponentielle dans les pays développés, depuis 1945. Le nombre de centenaires double pour le moment tous les 10 ans en France et tous les 5 ans au Japon.
Plusieurs cas de groupes de centenaires ou de supercentenaires ont été signalés dans des régions précises du monde (Caucase, vallées andines). Mais ces cas n’ont pas résisté aux études scientifiques et statistiques, les âges annoncés se révélant inexacts.[réf. souhaitée]
En 1800, à Boussan (Haute-Garonne), meurt à l'âge de "116 ans", Jean Cizos, journalier, né dans cette même commune.
Bien que la plupart des supercentenaires soient des femmes, le tout premier cas de supercentenaire validé se trouve être un homme, Geert Adriaans Boomgaard (21 septembre 1788 - 3 février 1899), un Néerlandais mort à l’âge de 110 ans. C’est également le seul supercentenaire confirmé mort avant le XXe siècle. Son record ne restera pas en place très longtemps puisque Margaret Ann Neve, une Anglaise habitant le bailliage de Guernesey, atteint puis dépasse son âge trois ans plus tard avant de mourir en 1903 un peu avant son 111e anniversaire.
À sa mort le 9 avril 1928 (à 111 ans et 22 jours), la britannique Miriam Banister devient la première supercentenaire de l'histoire à n'avoir jamais été doyenne de l'humanité en raison de la longévité exceptionnelle de l'américaine Delina Filkins. (qui décèdera le 4 décembre 1928 à 113 ans et 214 jours, record qui restera en place pendant plus de 54 ans)
Les premiers cas de supercentenaires prouvés apparaissent dans les années 1960. Depuis le milieu des années 1980, il y a une croissance du nombre de personnes devenant supercentenaires.
Antérieurement, en France, alors que les registres paroissiaux sont déjà fiables, les annales rapportent des cas exceptionnels tels que Jeanne Faudois, qui a terminé sa vie à 120 ans accomplis, près de Roquefort de Marsan ou le nommé Jean Roger mort le 19 janvier 1740, âgé de 129 ans, en la paroisse de Bize, diocèse de Comminges (Journal de Verdun, mai 1740, p. 399).[réf. nécessaire]
Depuis le milieu des années 1960, on enregistre chaque année de zéro à deux décès de supercentenaire(s), puis de 2 à 5 au cours des années 1970, 1980 et 1990 ; et on atteint le nombre de 20 à 25 pour 1998 et 1999, ce qui se traduit par 1 à 3 supercentenaires en vie à la fin de chaque année pour les années 1960 à 1980 qui s’élèveront à presque 40 en 1999. Depuis 2006, le nombre de décès de supercentenaires par an oscille entre 65 et 79. Le plus grand âge observé chaque année va aussi évoluer, depuis l’émergence des supercentenaires dans les années 1960, à 115–116 ans dans les années 1990 avec des pics à 122 en 1997 et 119 en 1999.
Au 1er janvier 2025 en France, il y avait 42 116 centenaires dont 30 % sont jugés sains d’esprit[réf. nécessaire] — contre 200 en 1950 dont 26 supercentenaires de plus de 110 ans. En 2010, l’INSEE prévoyait qu’il y aurait environ 200 000 centenaires en France en 2060.

## Record de longévité
Le record de longévité humain, validé à ce jour, est détenu par Jeanne Calment qui a vécu jusqu’à l’âge de 122 ans et 164 jours. Jusqu'à sa mort le 4 août 1997, elle fut :
- Doyenne des Français le 20 juin 1986 après la mort d’Eugénie Roux ;
- Doyenne d’Europe le 27 décembre 1987 après la mort d’Anna Eliza Williams ;
- Doyenne de l’humanité le 7 juillet 1990 après la mort d'Easter Wiggins (le cas de Carrie C. White étant douteux).

En choisissant un intervalle moyen pour la probabilité d'un supercentenaire de fêter son prochain anniversaire (cette probabilité varie généralement de 40 % jusqu'à 50 %), et selon l'hypothèse d'infléchissement puis de stabilisation du taux de mortalité, il est estimé qu'arrivée à l'âge de 110 ans, Jeanne Calment avait grossièrement entre 0,002 % et 0,02 % de chance d'atteindre l'âge de 122 ans.
Plusieurs personnes auraient, selon certaines revendications, vécu plus longtemps, mais les données sur leur naissance sont généralement considérées comme insuffisamment fiables. C'est le cas de l'Ouzbèke Touti Youssoupova, morte en 2015, qui serait morte à l'âge de 134 ans selon les autorités locales.

## Liste des personnes les plus âgées de l'histoire

### Liste des supercentenaires de 115 ans et plus dont l'âge est vérifié.
| Rang               | Nom                           | Sexe | Date de naissance | Date de décès     | Âge au décès/actuel  | Nationalité           | Remarques |
| ------------------ | ----------------------------- | ---- | ----------------- | ----------------- | -------------------- | --------------------- | --- |
| Médaille d'or      | Jeanne Calment                | F    | 21 février 1875   | 4 août 1997       | 122 ans et 164 jours | France                | Personne la plus âgée de l'histoire de France et d'Europe. Personne la plus âgée de l'histoire de l'humanité. Personne la plus âgée à avoir vécu au IIe millénaire. 1re personne à atteindre 117 ans, 118 ans, 119 ans, 120 ans, 121 ans et 122 ans. Dernière survivante de l'année 1875. |
| Médaille d'argent  | Kane Tanaka                   | F    | 2 janvier 1903    | 19 avril 2022     | 119 ans et 107 jours | Japon                 | Personne la plus âgée de l'histoire du Japon et l'Asie. Personne la plus âgée à avoir vécu au IIIe millénaire et première personne à y fêter ses 118 ans et 119 ans. Dernière survivante de l'année 1903.                                                                                 |
| Médaille de bronze | Sarah Knauss                  | F    | 24 septembre 1880 | 30 décembre 1999  | 119 ans et 97 jours  | États-Unis            | Personne la plus âgée de l'histoire des États-Unis et d'Amérique. Dernière survivante de l'année 1880. |
| 4                  | Lucile Randon                 | F    | 11 février 1904   | 17 janvier 2023   | 118 ans et 340 jours | France                | 2e personne la plus âgée ayant vécu en France. Dernière survivante de l'année 1904. |
| 5                  | Nabi Tajima                   | F    | 4 août 1900       | 21 avril 2018     | 117 ans et 260 jours | Japon                 | 2e personne la plus âgée ayant vécu au Japon. Personne la plus âgée à avoir vécu sur trois siècles. Ultime survivante du XIXe siècle. |
| 6                  | Marie-Louise Meilleur         | F    | 29 août 1880      | 16 avril 1998     | 117 ans et 230 jours | Canada                | Personne la plus âgée de l'histoire du Canada. |
| 7                  | Violet Brown                  | F    | 10 mars 1900      | 15 septembre 2017 | 117 ans et 189 jours | Jamaïque              | Personne la plus âgée de l'histoire de la Jamaïque. Avant-dernière personne à avoir vécu au XIXe siècle. |
| 8                  | Maria Branyas Morera          | F    | 4 mars 1907       | 19 août 2024      | 117 ans et 168 jours | Espagne États-Unis    | Personne la plus âgée de l'histoire de l'Espagne. 2e personne la plus âgée originaire des États-Unis. Plus vieille émigrante ayant jamais vécu. Dernière survivante de l'année 1907. |
| 9                  | Emma Morano                   | F    | 29 novembre 1899  | 15 avril 2017     | 117 ans et 137 jours | Italie                | Personne la plus âgée de l'histoire de l'Italie. Dernière personne née avant 1900 et l'une des trois dernières nées au XIXe siècle. Dernière survivante de l'année 1899. |
| 10                 | Chiyo Miyako                  | F    | 2 mai 1901        | 22 juillet 2018   | 117 ans et 81 jours  | Japon                 | 3e personne la plus âgée ayant vécu au Japon. Dernière survivante de l'année 1901. |
| 11                 | Delphia Welford               | F    | 9 septembre 1875  | 14 novembre 1992  | 117 ans et 66 jours  | États-Unis            | 3e personne la plus âgée ayant vécu aux États-Unis. |
| 12                 | Misao Ōkawa                   | F    | 5 mars 1898       | 1er avril 2015    | 117 ans et 27 jours  | Japon                 | 4e personne la plus âgée ayant vécu au Japon. |
| 13                 | Francisca Celsa dos Santos    | F    | 21 octobre 1904   | 5 octobre 2021    | 116 ans et 349 jours | Brésil                | Personne la plus âgée de l'histoire du Brésil et d' Amérique Latine. |
| 14                 | María Capovilla               | F    | 14 septembre 1889 | 27 août 2006      | 116 ans et 347 jours | Équateur              | Personne la plus âgée de l'histoire de l'Équateur. Dernière survivante de l'année 1889. |
| 15                 | Inah Canabarro Lucas          | F    | 8 juin 1908       | 30 avril 2025     | 116 ans et 326 jours | Brésil                | 2e personne la plus âgée de l'histoire du Brésil. Dernière survivante de l’année 1908. |
| 16                 | Susannah Mushatt Jones        | F    | 6 juillet 1899    | 12 mai 2016       | 116 ans et 311 jours | États-Unis            | 4e personne la plus âgée ayant vécu aux États-Unis. |
| 17                 | Gertrude Weaver               | F    | 4 juillet 1898    | 6 avril 2015      | 116 ans et 276 jours | États-Unis            | 5e personne la plus âgée ayant vécu aux États-Unis. Dernière survivante de l'année 1898. |
| 18                 | Júlia Maria Francisca Simão   | F    | 9 janvier 1901    | 8 octobre 2017    | 116 ans et 272 jours | Brésil                | 3e personne la plus âgée de l'histoire du Brésil. |
| 19                 | Fusa Tatsumi                  | F    | 25 avril 1907     | 12 décembre 2023  | 116 ans et 231 jours | Japon                 | 5e personne la plus âgée ayant vécu au Japon. |
| 20                 | Antonia da Santa Cruz         | F    | 13 juin 1905      | 23 janvier 2022   | 116 ans et 224 jours | Brésil                | 4e personne la plus âgée de l'histoire du Brésil. Dernière survivante de l'année 1905. |
| 21                 | Tomiko Itooka                 | F    | 23 mai 1908       | 29 décembre 2024  | 116 ans et 220 jours | Japon                 | 6e personne la plus âgée ayant vécu au Japon. |
| 22                 | Tane Ikai                     | F    | 18 janvier 1879   | 12 juillet 1995   | 116 ans et 175 jours | Japon                 | 7e personne la plus âgée ayant vécu au Japon. |
| 23                 | Jeanne Bot                    | F    | 14 janvier 1905   | 22 mai 2021       | 116 ans et 128 jours | France                | 3e personne la plus âgée de l'histoire de France. |
| 24                 | Elizabeth Bolden              | F    | 15 août 1890      | 11 décembre 2006  | 116 ans et 118 jours | États-Unis            | 6e personne la plus âgée ayant vécu aux États-Unis. Dernière survivante de l'année 1890. |
| 25                 | Besse Cooper                  | F    | 26 août 1896      | 4 décembre 2012   | 116 ans et 100 jours | États-Unis            | 7e personne la plus âgée ayant vécu aux États-Unis. Dernière survivante de l'année 1896. |
| 26                 | Maria Giuseppa Robucci        | F    | 20 mars 1903      | 18 juin 2019      | 116 ans et 90 jours  | Italie                | 2e personne la plus âgée ayant vécu en Italie. |
| 27                 | Tekla Juniewicz               | F    | 10 juin 1906      | 19 août 2022      | 116 ans et 70 jours  | Pologne Ukraine       | Personne la plus âgées de l'histoire de la Pologne. Personne la plus âgée originaire de l'Ukraine. 2e plus vieille émigrante au monde. Dernière survivante de l'année 1906. |
| 28                 | Jirōemon Kimura               | H    | 19 avril 1897     | 12 juin 2013      | 116 ans et 54 jours  | Japon                 | 8e personne la plus âgée ayant vécu au Japon et dernier homme qui a vécu au XIXe siècle. Dernier survivant de l'année 1897. |
| 29                 | Ana María Vela Rubio          | F    | 29 octobre 1901   | 15 décembre 2017  | 116 ans et 47 jours  | Espagne               | 2e personne la plus âgée ayant vécu en Espagne. |
| 30                 | Giuseppina Projetto           | F    | 30 mai 1902       | 6 juillet 2018    | 116 ans et 37 jours  | Italie                | 3e personne la plus âgée ayant vécu en Italie. Dernière survivante de l'année 1902. |
| 31                 | Easter Wiggins                | F    | 1er juin 1874     | 7 juillet 1990    | 116 ans et 36 jours  | États-Unis            | 8e personne la plus âgée ayant vécu aux États-Unis. 1er personne à atteindre 116 ans. Dernière survivante de l'année 1874. |
| 32                 | Jeralean Talley               | F    | 23 mai 1899       | 17 juin 2015      | 116 ans et 25 jours  | États-Unis            | 9e personne la plus âgée ayant vécu aux États-Unis. |
| 33                 | Edith Ceccarelli              | F    | 5 février 1908    | 22 février 2024   | 116 ans et 17 jours  | États-Unis            | 10e personne la plus âgée ayant vécu aux États-Unis. |
| 34                 | Ethel Caterham                | F    | 21 août 1909      | Vivante           | 115 ans et 362 jours | Royaume-Uni           | Personne la plus âgée de l'histoire du Royaume-Uni. Dernière survivante de l'année 1909.Doyenne de l'humanité. |
| 35                 | Ella Miller                   | F    | 6 décembre 1884   | 21 novembre 2000  | 115 ans et 351 jours | États-Unis            | 11e personne la plus âgée ayant vécu aux États-Unis. Dernière survivante de l'année 1884. |
| 36                 | Shigeyo Nakachi               | F    | 1er février 1905  | 11 janvier 2021   | 115 ans et 345 jours | Japon                 | 9e personne la plus âgée ayant vécu au Japon. |
| 37                 | Maggie Barnes                 | F    | 6 mars 1882       | 19 janvier 1998   | 115 ans et 319 jours | États-Unis            | 12e personne la plus âgée ayant vécu aux États-Unis. |
| 38                 | Dina Manfredini               | F    | 4 avril 1897      | 17 décembre 2012  | 115 ans et 257 jours | États-Unis Italie     | 13e personne la plus âgée ayant vécu aux États-Unis et 4e personne la plus âgée d'origine italienne. 3e plus vieille émigrante au monde. |
| 39                 | Shimoe Akiyama                | F    | 19 mai 1903       | 29 janvier 2019   | 115 ans et 255 jours | Japon                 | 10e personne la plus âgée ayant vécu au Japon. |
| 40                 | Christian Mortensen           | H    | 16 août 1882      | 25 avril 1998     | 115 ans et 252 jours | États-Unis Danemark   | 2e homme le plus âgé dont l'âge est certain. Personne la plus âgée de l'histoire du Danemark. 4e plus vieil émigrant au monde. 14e personne la plus âgée ayant vécu aux États-Unis. Dernier survivant de l'année 1882.                                                                    |
| 41                 | Hester Ford                   | F    | 15 août 1905      | 17 avril 2021     | 115 ans et 245 jours | États-Unis            | 15e personne la plus âgée ayant vécu aux États-Unis. |
| 42                 | Okagi Hayashi                 | F    | 2 septembre 1909  | 26 avril 2025     | 115 ans et 236 jours | Japon                 | 11e personne la plus âgée ayant vécu au Japon. |
| 43                 | Charlotte Hughes              | F    | 1er août 1877     | 17 mars 1993      | 115 ans et 228 jours | Royaume-Uni           | 2e personne la plus âgée de l'histoire du Royaume-Uni. Dernière survivante de l'année 1877. |
| 44                 | Edna Parker                   | F    | 20 avril 1893     | 26 novembre 2008  | 115 ans et 220 jours | États-Unis            | 16e personne la plus âgée ayant vécu aux États-Unis. |
| 45                 | Mary Ann Rhodes               | F    | 12 août 1882      | 3 mars 1998       | 115 ans et 203 jours | Canada                | 2e personne la plus âgée de l’histoire du Canada. |
| 46                 | Harumi Nakamura               | F    | 15 mars 1900      | 27 septembre 2015 | 115 ans et 196 jours | Japon                 | 12e personne la plus âgée ayant vécu au Japon. |
| 47                 | Margaret Skeete               | F    | 27 octobre 1878   | 7 mai 1994        | 115 ans et 192 jours | États-Unis            | 17e personne la plus âgée ayant vécu aux États-Unis. Dernière survivante de l'année 1878. |
| 48                 | Magdalena Oliver Gabarro      | F    | 31 octobre 1903   | 1er mai 2019      | 115 ans et 182 jours | Espagne               | 3e personne la plus âgée ayant vécu en Espagne. |
| 49                 | Bernice Madigan               | F    | 24 juillet 1899   | 3 janvier 2015    | 115 ans et 163 jours | États-Unis            | 18e personne la plus âgée ayant vécu aux États-Unis. |
| 50                 | Gertrude Baines               | F    | 6 avril 1894      | 11 septembre 2009 | 115 ans et 158 jours | États-Unis            | 19e personne la plus âgée ayant vécu aux États-Unis. Dernière survivante de l'année 1894. |
| 51                 | Emiliano Mercado del Toro     | H    | 21 août 1891      | 24 janvier 2007   | 115 ans et 156 jours | Porto Rico            | Doyen de l'humanité, durant un mois, individu le plus âgé de l'histoire de Porto Rico. Avant-dernier homme à tenir le titre de doyen de l'humanité (hommes et femmes confondus). Dernier survivant de l'année 1891.                                                                       |
| 52                 | Bettie Wilson (en)            | F    | 13 septembre 1890 | 13 février 2006   | 115 ans et 153 jours | États-Unis            | 20e personne la plus âgée ayant vécu aux États-Unis. |
| 53                 | Shin Matsushita               | F    | 30 mars 1904      | 27 août 2019      | 115 ans et 150 jours | Japon                 | 13e personne la plus âgée ayant vécu au Japon. |
| 54                 | Iris Westman                  | F    | 28 août 1905      | 3 janvier 2021    | 115 ans et 128 jours | États-Unis            | 21e personne la plus âgée ayant vécu aux États-Unis. |
| 55                 | Julie Winnefred Bertrand      | F    | 16 septembre 1891 | 18 janvier 2007   | 115 ans et 124 jours | Canada                | 3e personne la plus âgée de l'histoire du Canada. |
| 56                 | Maria de Jesus dos Santos     | F    | 10 septembre 1893 | 2 janvier 2009    | 115 ans et 114 jours | Portugal              | Personne la plus âgée de l'histoire du Portugal. Dernière survivante de l'année 1893. |
| 57                 | Marie-Josephine Gaudette (it) | F    | 25 mars 1902      | 13 juillet 2017   | 115 ans et 110 jours | Italie États-Unis     | 5e plus vieille émigrante au monde. 5e la plus âgée ayant vécu en Italie et 22e personne la plus âgée originaire des États-Unis |
| 58                 | Susie Gibson                  | F    | 31 octobre 1890   | 16 février 2006   | 115 ans et 108 jours | États-Unis            | 23e personne la plus âgée ayant vécu aux États-Unis. |
| 58                 | Thelma Sutcliffe (it)         | F    | 1er octobre 1906  | 17 janvier 2022   | 115 ans et 108 jours | États-Unis            | 24e personne la plus âgée ayant vécu aux États-Unis. |
| 60                 | Edna Kern                     | F    | 14 octobre 1900   | 20 janvier 2016   | 115 ans, 98 jours    | États-Unis            | 25e personne la plus âgée ayant vécu aux États-Unis. |
| 61                 | Marie-Rose Tessier            | F    | 21 mai 1910       | Vivante           | 115 ans et 89 jours  | France                | 4e personne la plus âgée de l'histoire de France |
| 62                 | Elizabeth Francis             | F    | 25 juillet 1909   | 22 octobre 2024   | 115 ans et 89 jours  | États-Unis            | 26e personne la plus âgée ayant vécu aux États-Unis. |
| 63                 | Casilda Benegas Gallego       | F    | 8 avril 1907      | 28 juin 2022      | 115 ans et 81 jours  | Argentine Paraguay    | Personne la plus âgée ayant vécu en Argentine. Personne la plus âgée d'origine paraguayenne et 6e plus vieille émigrante au monde. |
| 64                 | Augusta Holtz                 | F    | 3 août 1871       | 21 octobre 1986   | 115 ans et 79 jours  | États-Unis Allemagne  | 25e personne la plus âgée ayant vécu aux États-Unis. 2eme personne la plus âgée d’origine germano-polonaise. 7e plus vieille émigrante au monde. 1er personne a atteindre les 115 ans. Dernière survivante de l'année 1871.                                                               |
| 65                 | Guillermina Acosta Bilbao     | F    | 27 novembre 1901  | 13 février 2017   | 115 ans et 78 jours  | Panama                | Personne la plus âgée de l'histoire du Panama. |
| 66                 | Valentine Ligny               | F    | 22 octobre 1906   | 4 janvier 2022    | 115 ans et 74 jours  | France                | 5e personne la plus âgée de l'histoire de France. |
| 67                 | Hendrikje van Andel-Schipper  | F    | 29 juin 1890      | 30 août 2005      | 115 ans et 62 jours  | Pays-Bas              | Personne la plus âgée de l'histoire des Pays-Bas. |
| 68                 | Bessie Hendricks              | F    | 7 novembre 1907   | 3 janvier 2023    | 115 ans et 57 jours  | États-Unis            | 27e personne la plus âgée ayant vécu aux États-Unis. |
| 69                 | Mina Kitagawa                 | F    | 3 novembre 1905   | 19 décembre 2020  | 115 ans et 46 jours  | Japon                 | 14e personne la plus âgée ayant vécu au Japon. |
| 70                 | Marie Brémont                 | F    | 25 avril 1886     | 6 juin 2001       | 115 ans et 42 jours  | France                | 6e personne la plus âgée de l'histoire de France. Dernière survivante de l'année 1886. |
| 71                 | Yoshi Otsunari                | F    | 17 décembre 1906  | 26 janvier 2022   | 115 ans et 40 jours  | Japon                 | 15e personne la plus âgée ayant vécu au Japon. |
| 72                 | Maude Farris-Luse             | F    | 21 février 1887   | 18 mars 2002      | 115 ans et 25 jours  | États-Unis            | 28e personne la plus âgée ayant vécu aux États-Unis. Dernière survivante de l'année 1887. |
| 73                 | Koto Ōkubo                    | F    | 24 décembre 1897  | 12 janvier 2013   | 115 ans et 19 jours  | Japon                 | 16e personne la plus âgée ayant vécu au Japon. |
| 74                 | Antonia Gerena Rivera         | F    | 19 mai 1900       | 2 juin 2015       | 115 ans et 14 jours  | États-Unis Porto Rico | 8e plus vieille émigrante au monde. 29e personne la plus âgée ayant vécu aux États-Unis et 2e personne la plus âgée d'origine portoricaine |
| 75                 | Chiyono Hasegawa              | F    | 20 novembre 1896  | 2 décembre 2011   | 115 ans et 12 jours  | Japon                 | 17e personne la plus âgée ayant vécu au Japon. |
| 76                 | Annie Jennings                | F    | 12 novembre 1884  | 20 novembre 1999  | 115 ans et 8 jours   | Royaume-Uni           | 3e personne la plus âgée de l'histoire du Royaume-Uni. |
| 77                 | Anonyme de Hyōgo              | F    | 29 avril 1907     | 30 avril 2022     | 115 ans et 1 jour    | Japon                 | 18e personne la plus âgée ayant vécu au Japon. |

## Doyens continentaux
Personnes nées et ou décédées sur un continent et ayant des origines sur ce continent.
| Continent        | Pays                            | Nom                        | Sexe | Date de naissance | Date de décès    | Âge                  |
| ---------------- | ------------------------------- | -------------------------- | ---- | ----------------- | ---------------- | -------------------- |
| Afrique          | France (département de Mayotte) | Tava Colo (cas contesté)   | F    | 22 décembre 1902  | 1er mai 2021     | 118 ans, 130 jours   |
| Afrique          | Cap-Vert                        | Adelina Domingues          | F    | 19 février 1888   | 21 août 2002     | 114 ans, 183 jours   |
| Afrique          | Algérie                         | Émile Fourcade             | M    | 29 juillet 1884   | 29 décembre 1995 | 111 ans, 153 jours   |
| Amérique du Nord | États-Unis                      | Sarah Knauss               | F    | 24 septembre 1880 | 30 décembre 1999 | 119 ans, 97 jours    |
| Amérique du Nord | Danemark États-Unis             | Christian Mortensen        | M    | 16 aout 1882      | 25 avril 1998    | 115 ans, 252 jours   |
| Amérique du Sud  | Brésil                          | Francisca Celsa Dos Santos | F    | 21 octobre 1904   | 5 octobre 2021   | 116 ans, 349 jours   |
| Amérique du Sud  | Venezuela                       | Juan Vicente Perez Mora    | M    | 27 mai 1909       | 2 avril 2024     | 114 ans, 311 jours   |
| Asie             | Japon                           | Kane Tanaka                | F    | 2 janvier 1903    | 19 avril 2022    | 119 ans, 107 jours   |
| Asie             | Japon                           | Jiroeman Kimura            | M    | 19 avril 1897     | 12 juin 2013     | 116 ans, 54 jours    |
| Europe           | France                          | Jeanne Calment             | F    | 21 février 1875   | 4 août 1997      | 122 ans, 164 jours   |
| Europe           | Espagne                         | Joan Riadavets Moll        | M    | 15 décembre 1889  | 5 mars 2004      | 114 ans, 81 jours    |
| Océanie          | Australie                       | Christina Cock             | F    | 25 décembre 1887  | 22 mai 2002      | 114 ans, 148 jours   |
| Océanie          | Australie                       | Ken Weeks                  | M    | 5 octobre 1913    | Vivant           | 111 ans et 317 jours |

## Supercentenaires par pays

### Belgique
L’actuelle doyenne des Belges, depuis le 28 mai 2024, est Denise Waelbers née le 26 septembre 1915 à Lommel,.
Les précédents doyens des Belges furent :
| Nom                                         | Date de naissance | Date de décès     | Âge                | Doyenne des Belges de | à                 | Durée        | Remarques |
| ------------------------------------------- | ----------------- | ----------------- | ------------------ | --------------------- | ----------------- | ------------ | --- |
| Maria Vansprengel (Sœur Alberta) (Turnhout) | 30 janvier 1882   | 22 avril 1993     | 111 ans, 82 jours  | 30 janvier 1988 ?     | 22 avril 1993     | 1909 jours ? | Première personne à atteindre 110 ans en Belgique.                                                                                                 |
| Erminie Acoe (Sijsele)                      | 14 novembre 1885  | 4 juillet 1993    | 107 ans, 230 jours | 22 avril 1993         | 4 juillet 1993    | 73 jours     | |
| Élisabeth Demaret (Anvers)                  | 10 janvier 1886   | 24 septembre 1993 | 107 ans, 234 jours | 4 juillet 1993        | 24 septembre 1993 | 82 jours     | |
| Jules-Léo Neijrinck (Izegem)                | 25 février 1886   | 2 avril 1994      | 108 ans, 35 jours  | 24 septembre 1993     | 2 avril 1994      | 188 jours    | Premier homme connu comme doyen des Belges. |
| Maria Irma Casteur-Vanderhaegen (Gand)      | 26 juin 1887      | 11 novembre 1997  | 110 ans, 138 jours | 2 avril 1994          | 11 novembre 1997  | 1105 jours   | |
| Catharina Kestens (Haacht)                  | 27 octobre 1888   | 24 janvier 1999   | 110 ans, 89 jours  | 11 novembre 1997      | 24 janvier 1999   | 439 jours    | |
| Marie Louise de Ruyver (Brakel)             | 10 février 1889   | 14 mars 1999      | 110 ans, 32 jours  | 24 janvier 1999       | 14 mars 1999      | 49 jours     | |
| Joanna Deroover-Turcksin (nl) (Machelen)    | 3 juin 1890       | 6 décembre 2002   | 112 ans, 186 jours | 14 mars 1999          | 6 décembre 2002   | 1363 jours   | Personne la plus âgée de l'histoire de la Belgique. Personne ayant officiellement détenu le titre de doyenne des Belges pendant le plus longtemps. |
| Anne-Marie Adam (Jette)                     | 14 décembre 1892  | 8 octobre 2003    | 110 ans, 289 jours | 6 décembre 2002       | 8 octobre 2003    | 306 jours    | |
| Louis Marion (Houyet)                       | 10 octobre 1893   | 28 décembre 2003  | 110 ans, 78 jours  | 8 octobre 2003        | 28 décembre 2003  | 81 jours     | Premier homme belge à atteindre officiellement 110 ans,.                                                                                           |
| Victoire Ricaille (Florenville)             | 6 mai 1895        | 25 août 2004      | 109 ans, 111 jours | 28 décembre 2003      | 25 août 2004      | 241 jours    | |
| Maria Arnou (Zedelgem)                      | 10 avril 1896     | 30 décembre 2005  | 109 ans, 264 jours | 25 août 2004          | 30 décembre 2005  | 492 jours    | |
| Marie Annaert (Londerzeel)                  | 16 mai 1897       | 13 mars 2006      | 108 ans, 301 jours | 30 décembre 2005      | 13 mars 2006      | 73 jours     | |
| Irma Van de Voorde (Eeklo)                  | 2 novembre 1897   | 18 août 2007      | 109 ans, 289 jours | 13 mars 2006          | 18 août 2007      | 523 jours    | |
| Marcelle Droogmans (nl) (Bruxelles)         | 30 août 1898      | 18 janvier 2008   | 109 ans, 137 jours | 18 août 2007          | 18 janvier 2008   | 153 jours    | |
| Romanie Pollet (Ganshoren)                  | 21 décembre 1898  | 17 octobre 2009   | 110 ans, 300 jours | 18 janvier 2008       | 17 octobre 2009   | 638 jours    | |
| Bernardina van Dommelen (Anvers)            | 15 mars 1899      | 16 avril 2010     | 111 ans, 32 jours  | 17 octobre 2009       | 16 avril 2010     | 181 jours    | |
| Gabrielle Demets (Zwevegem)                 | 26 août 1899      | 1er mai 2010      | 110 ans, 248 jours | 16 avril 2010         | 1er mai 2010      | 15 jours     | |
| Adrienne Ledent (Habay-la-Neuve)            | 13 décembre 1899  | 23 juin 2011      | 111 ans, 192 jours | 1er mai 2010          | 23 juin 2011      | 418 jours    | Dernière Belge ayant vécu au XIXe siècle. |
| Germaine Degueldre (Waudrez)                | 26 septembre 1900 | 11 mai 2012       | 111 ans, 228 jours | 23 juin 2011          | 11 mai 2012       | 323 jours    | |
| Fanny Godin (Huy)                           | 27 mai 1902       | 7 septembre 2014  | 112 ans, 103 jours | 11 mai 2012           | 7 septembre 2014  | 849 jours    | Seconde personne la plus âgée de l'histoire de la Belgique.                                                                                        |
| Anna de Guchtenaere (Swynaerde)             | 10 avril 1904     | 6 avril 2015      | 110 ans, 361 jours | 7 septembre 2014      | 6 avril 2015      | 211 jours    | |
| Alicia Corveleyn (Ostende)                  | 8 janvier 1905    | 31 janvier 2017   | 112 ans, 23 jours  | 12 février 2016       | 31 janvier 2017   | 354 jours    | Troisième personne la plus âgée de l'histoire de la Belgique.                                                                                      |
| Fernande Everaert-De Raeve (Ledeberg)       | 3 décembre 1906   | 6 décembre 2017   | 111 ans, 3 jours   | 31 janvier 2017       | 6 décembre 2017   | 309 jours    | |
| Madeleine Dullier (Mellet)                  | 30 avril 1907     | 20 avril 2018     | 110 ans, 355 jours | 6 décembre 2017       | 20 avril 2018     | 135 jours    | |
| Elisabeth De Proost (Anderlecht)            | 5 février 1908    | 25 janvier 2020   | 111 ans, 354 jours | 20 avril 2018         | 25 janvier 2020   | 645 jours    | |
| Marietta Bouverne (Gand)                    | 25 décembre 1908  | 3 août 2020       | 111 ans, 222 jours | 25 janvier 2020       | 3 août 2020       | 191 jours    | |
| Maria Julia Van Hool (Lierre)               | 7 mai 1909        | 29 avril 2021     | 111 ans, 357 jours | 3 août 2020           | 29 avril 2021     | 272 jours    | |
| Marcelle Lévaz (Pousset)                    | 18 mars 1911      | 13 novembre 2022  | 111 ans, 240 jours | 29 avril 2021         | 13 novembre 2022  | 563 jours    | |
| Magdalena Janssens (Zandhoven)              | 16 mars 1912      | 18 septembre 2023 | 111 ans, 186 jours | 13 novembre 2022      | 18 septembre 2023 | 309 jours    | |
| Fernande Courtoy (Ham-sur-Heure)            | 4 juillet 1914    | 28 mai 2024       | 109 ans, 329 jours | 18 septembre 2023     | 28 mai 2024       | 253 jours    | Fait rarissime. Le doyen des Belges, Benedictus Bellens, est mort la même journée (28 mai 2024).                                                   |
| Denise Waelbers (née à Lommel)              | 26 septembre 1915 | Vivante           | 109 ans, 326 jours | 28 mai 2024           |                   | 447 jours    | |

### Canada: Québec
En 1980, on ne comptait que 10 semi-supercentenaires (personnes âges de 105 à 109 ans) au Québec.

### France

#### Doyens de l'humanité français
La France a eu cinq doyennes de l'humanité :
- Laurence Entiope (1862-1974), morte à l'âge de 111 ans et 119 jours, doyenne de l'humanité du 10 janvier 1974 au 7 avril 1974[136] ;
- Jeanne Calment (1875-1997), morte à l'âge de 122 ans et 164 jours, doyenne de l'humanité pendant plus de 9 ans du 11 janvier 1988 au 4 août 1997 ;
- Marie Brémont (1886-2001), morte à l'âge de 115 ans et 42 jours, doyenne de l'humanité du 2 novembre 2000 au 6 juin 2001 ;
- Eugénie Blanchard (1896-2010), morte à l'âge de 114 ans et 261 jours, doyenne de l'humanité du 2 mai au 4 novembre 2010 ;
- Lucile Randon (1904-2023), morte à l'âge de 118 ans et 340 jours, doyenne de l'humanité du 19 avril 2022 au 17 janvier 2023.

La France a aussi eu deux doyens masculins (mais toujours alors qu'il y avait des femmes en vie plus âgées qu'eux) :
- Jean Teillet (1866-1977), mort à l'âge de 110 ans et 131 jours.
- Henri Pérignon (1879-1990), mort à l'âge de 110 ans et 247 jours et doyen de l'humanité durant le mois de juin 1990.

#### Doyen des Français
Depuis le 17 janvier 2023, à l'âge de 112 ans, Marie-Rose Tessier, née Bousseau, est la doyenne des Français (hommes et femmes confondus). Elle est née le 21 mai 1910 (115 ans, 89 jours) et succède à Lucile Randon, morte à l'âge de 118 ans et 340 jours.
Depuis le 1er juin 2024, le doyen des hommes français est Maurice Le Coutour, né le 12 mai 1914 (111 ans, 98 jours). Il succède à Georges Thomas, mort à l'âge de 112 ans et 195 jours.
Depuis le 9 mai 2024, l'homme français ayant vécu le plus longtemps est Georges Thomas (19 novembre 1911 - 1er juin 2024), mort à l'âge de 112 ans et 195 jours. Il a battu ainsi le record de Jules Théobald (17 avril 1909 – 5 octobre 2021), mort à l'âge de 112 ans et 171 jours.
Enfin, sur les onze doyennes des Français qui se sont succédé depuis l'année 2008, cinq étaient originaires ou résidaient dans l'Outre-mer français.